# Kouneli Media
Kouneli Media GmbH ist ein Medienunternehmen, welches 2019 durch Myriam Karsch und Florian Boitin gegründet wurde. Der Sitz liegt in der Gründungsstadt München.

## Geschichte
Im Sommer 2019 hat Hubert Burda Media bekannt gegeben,  die deutsche Lizenz für den Playboy nach 17 Jahren nicht mehr zu verlängern. Um langfristig die Publishing-Rechte für die Marke 'Playboy' in Deutschland, Österreich und der Schweiz zu erwerben, gründeten schließlich Myriam Karsch und Florian Boitin. Die Hubert Burda Media übernimmt die weiterhin die  Bereiche Vertrieb, Druck und Brand Licensing sowie die Vermarktung des Print-Magazins und der digitalen Auftritte. Korneli  leitet sich aus dem Griechischen ab und bedeutet Hase; es dient als Hinweis für die Zeitschrift. Zu Beginn startete das Unternehmen mit insgesamt 21 Mitarbeitenden, von denen insgesamt 14 festangestellt sind. Am 4. Dezember 2019 erschien die erste Playboy-Ausgabe. Schließlich übernahm Myriam Karsch im Jahr 2021 über die Abteilung Kouneli Sports die Lizenzrechte von Sports Illustrated. Bei Readly wurde der Playboy bei über 400 Onlinemagazinen zu dem meistgelesenen gekürt.